# Milan Kubr
Milan Kubr (* 7. října 1930, Praha) je česko-švýcarský ekonom, vysokoškolský pedagog, mezinárodní úředník a autor řady odborných publikací.

## Život
Milan Kubr se narodil v Praze v rodině právníka v prvorepublikové státní službě Františka Kubra, rodem z Křemýže (v Sudetech), a učitelky Milady Kubrové, rozené Čermákové, původem z Pacova u Tábora. Od dětských let se mu dostalo dvojjazyčného vzdělání ve francouzštině a češtině. Od roku 1934 chodil nejprve do francouzské školky a od roku 1936 do školy obecné v Praze–Dejvicích. Během německé okupace byly francouzské školy zavřené. V letech 1940–45 studoval Milan Kubr na reálném gymnáziu ve Velvarské ul. v Dejvicích, budovu ve Velvarské zabrala však brzy německá armáda a vyučování se přesunulo do různých školních budov v Praze 1. Po osvobození v roce 1945 Milan Kubr přešel na obnovené francouzské gymnázium, kde maturoval na jaře 1948. Francouzština, čeština a latina byly povinnými maturitními předměty vedle matematiky. Německy se Milan Kubr naučil ve školách během válečných let, po válce byla i ve francouzském gymnáziu povinným předmětem ruština. Anglicky se naučil v jazykových kurzech a v mezinárodním pracovním prostředí. Své zkušenosti se životem a prací v několika jazycích shrnul ve stati "Vícejazyčný Čech v moderní Evropě".
V roce 1945 se Milan Kubr stal členem skautského oddílu Dvojka, vedeného spisovatelem Jaroslavem Foglarem. V následujícím roce byl členem vítězné hlídky prvního Svojsíkova závodu skautské všestrannosti a v létě 1947 byl členem československé delegace vyslané na světové skautské Jamboree Míru v Moisson u Paříže ve Francii. V roce 1950 publikoval společně s hudebním skladatelem a Dvojkařem Jarmilem Burghauserem mezinárodní sborník písní pro mládež pod názvem Mládí zpívá 3.díl.
V roce 1952 ukončil Milan Kubr čtyřleté studium ekonomiky průmyslu na VŠPHV; při studiu si přivydělával jako tlumočník, překladatel a pomocná vědecká síla. Po studiu nastoupil jako vysokoškolský učitel na výrobně-ekonomickou fakultu a katedru ekonomiky průmyslu VŠPHV. Fakulta se v reorganizaci roku 1953 stala součástí nově zřízené Vysoké školy ekonomické v Praze. Na výrobně-ekonomické fakultě a katedře ekonomiky průmyslu VŠE působil Milan Kubr v různých funkcích 14 let do roku 1966.
V roce 1965 vyhrál mezinárodní konkurz na místo odborného pracovníka na úseku vzdělávání manažerů, produktivity a podpory drobného podnikání v Mezinárodní organizaci práce (ILO) v Ženevě. Do ILO nastoupil 1.2.1966 na permanentní kontrakt mezinárodního úředníka. V roce 1969 absolvoval dvouměsíční manažerský kurs na ženevském institutu „Centre d´études industrielles“ (CEI). Po sovětské intervenci a porážce Pražského jara odmítl příkaz MZV k rozvázání permanentního kontraktu a okamžitému návratu do ČSSR a rozhodl se ve své práci v ILO pokračovat. V ILO působil celkem 25 let až do odchodu do důchodu v roce 1991. V letech 1991–2002 pracoval jako nezávislý poradce a expert pro několik mezinárodních organizací. V letech 1994–2021 byl nejprve poradcem a v dalších letech členem správní rady Národního vzdělávacího fondu ČR (NVF).
V listopadu 1960 uzavřel sňatek se svou bývalou studentkou Ing. Evou Židkovou-Kubrovou z Olomouce, absolventkou VŠE v roce 1957. V roce 2020 oslavili diamantovou svatbu. Mají dva syny, starší Ivan je praktickým lékařem v Ženevě, mladší Radan je advokátem a partnerem-spoluzakladatelem české a slovenské advokátní kanceláře PRK Partners.

## Profesní dráha
Po ukončení studia nastoupil Milan Kubr ihned jako asistent na nově zřízenou katedru ekonomiky průmyslu VŠPHV, s níž přešel na VŠE ke dni jejího založení v roce 1953. Jeho oborem se stala podniková a průmyslová organizace, plánování a řízení. Během působení na VŠE se podílel aktivně na řízení a rozvoji pedagogického procesu, včetně zpracování nových studijních programů, učebních materiálů, skript a odborných monografií. Od roku 1954 byl odborným asistentem a věnoval se intenzivně organizaci práce katedry ve funkci tajemníka. V roce 1960 převzal řízení katedry ekonomiky průmyslu nejprve jako zástupce vedoucího a v roce 1963 jako vedoucí katedry. V roce 1961 obhájil kandidátskou disertační práci na téma Problémy teorie a efektivnosti organizace výrobního procesu a rok nato byl jmenován docentem. K desátému výročí založení VŠE mu byla udělena medaile Za zásluhy o rozvoj Vysoké školy ekonomické.
V šedesátých letech spolupracoval na přípravách znovuzřízení Československého komitétu pro vědecké řízení a byl zvolen jeho vědeckým tajemníkem. V letech 1963 a 1965 přednášel několik týdnů v Alžírsku o řízení podniků v ČSSR a v zastoupení ČKVŘ se účastnil zahraničních konferencí a jednání o obnovení členství a spolupráce se Světovou radou pro vědecké řízení (CIOS).
Od února 1966 pracoval v ústředí ILO v Ženevě následujících 25 let, z toho 15 let (1966–1980) jako odborný referent a vedoucí výzkumné sekce a 10 let (1981–1991) jako ředitel odboru a celého programu technické pomoci rozvojovým zemím pro vzdělávání manažerů a rozvoj drobného podnikání (Management Development Programme).
Posláním programu byl transfer manažerského a podnikatelského know-how z průmyslově vyspělých do rozvojových ekonomik, včetně budování vzdělávacích a poradenských center a institutů a školení národních kádrů v jednotlivých zemích. Hlavním prostředkem realizace programu byly národní projekty technické pomoci a spolupráce, financované z různých multilaterálních i bilaterálních zdrojů a realizované ILO v roli tzv. executing agency. Projektů bylo několik set a byly zrealizovány ve více než 80 zemích. Týkaly se různých podniků a institucí v soukromém i státním sektoru, s rostoucím důrazem na rozvoj a podporu drobného podnikání.
Program zahrnoval širokou paletu činností a pracovních metod: průzkumy potřeb v terénu, navrhování a projednávání projektů, zakládání školicích center a institutů, nábor, instruktáže a kontrolu práce expertů, kontrolu provádění a hodnocení projektů, organizování studijních pobytů a výměny zkušeností a v neposlední řadě odbornou podporu vzdělávání a praktického školení manažerů a drobných podnikatelů metodickými publikacemi a učebními pomůckami. Program spolupracoval s velkým počtem předních manažerských škol a poradenských firem i s podnikatelskými svazy v četných zemích. Širokou mezinárodní spolupráci manažerských institutů podporoval několikaletým projektem INTERMAN.
V publikační činnosti se v tomto období Milan Kubr zaměřil na práce zobecňující praktické zkušenosti v řízení a podnikání na mezinárodní úrovni. Proto šlo většinou o díla kolektivní se spoluautory z více zemí. K tomu též inicioval a řídil odbornou knižnici ILO „Management Development Series“, pro jejíž jednotlivé tituly vybíral a instruoval autory.
Po odchodu do důchodu v roce 1991 zůstal Milan Kubr pracovně činný, soustředil se však na střední a východní Evropu, kde mohl být v tomto historickém období vzhledem ke svým životním zkušenostem a odbornému profilu nejužitečnější. Jako freelance consultant OSN, ILO, Světové banky a Evropské unie podnikl četné expertní mise a pomohl připravit a realizovat řadu projektů budování nových institucí a programů pro podporu manažerského vzdělávání, poradenství a podnikání v transformujících se ekonomikách. V letech 1992–2000 byl odborným poradcem Světové banky (International Bank for Reconstruction and Development – IBRD, stručně World Bank) pro "Management and financial training project" v Rusku, financovaný bezúročným úvěrem banky. Do Ruska podnikl s týmem Světové banky 12 několikatýdenních pracovních misí.
Mnoho času a energie věnoval po Sametové revoluci modernizaci vzdělávání pro řízení a podnikání a obnově podnikového poradenství v České republice. Několik let byl poradcem nově zřízeného Národního vzdělávacího fondu v rámci programu PHARE Evropské unie. Po ukončení programu zůstal s NVF v pracovním styku a stal se členem jeho správní rady. V roce 1998 byl konzultantem projektu PHARE Zdokonalování veřejné správy a v rámci tohoto projektu spoluautorem a editorem koncepčních dokumentů pro vládu Analýza veřejné správy České republiky a Návrh strategie reformy veřejné správy České republiky. Spolupracoval také na Strategii rozvoje lidských zdrojů pro Českou republiku a redigoval závěrečný dokument schválený vládou v březnu 2003 (Úřad vlády ČR 2003).

## Publikace o manažerském a podnikovém poradenství

### Kubr M. (editor): Management consulting: A guide to the profession
Milan Kubr je editorem a hlavním autorem odborné příručky napsané mezinárodním kolektivem autorů Management consulting: A guide to the profession, vydané ILO ve čtyřech vydáních (1976, 1986, 1996 a 2002) a z anglického originálu přeložené do 14 dalších jazyků. Česko-slovenské vydání vyšlo v Praze teprve v roce 1994 pod názvem Poradenství pro podnikatele a manažery.
Tato publikace se stala základním referenčním dílem pro obor a studijní předmět podnikového a manažerského poradenství, mnohokrát citovaným a používaným jako praktická příručka, vysokoškolská učebnice a studijní text pro školení manažerských poradců ve všech světadílech. Po druhém vydání ji v roce 1988 The Economist (No. 7537) ocenil ve svém globálním přehledu manažerského poradenství jako nejlepší publikacií v tomto oboru. Kniha je součástí Core Collection v čítárně Baker Library na Harvard Business School. V roce 2017 se stala jedním z odborných podkladů, použitým a citovaným v mezinárodní normě ISO 20700 Guidelines for Management Consultancy Services.

### Kubr M.: How to select and use consultants: A client's guide (ILO 1993)
Vydáno v 9 jazycích. Dvě německá vydání vyšla pod názvem Unternehmensberater auswählen und erfolgreich einsetzen. České vydání pod titulem Jak si vybrat poradce je volně k dispozici ke stažení v pdf Archivováno 27. 1. 2020 na Wayback Machine.. Tato publikace je stručným průvodcem klienta manažerským poradenstvím a návodem pro optimalizaci výběru poradců pro různé problémy a situační kontexty.

## Ostatní odborné publikace (výběr)
- Kubr M.: Organizace řízení socialistického strojírenského podniku (SNTL 1956)
- Kubr M.: Výrobní proces a jeho organizace v závodě (SNTL 1959)
- Pek J., Kubr M.: Gesce v nové soustavě řízení (SNTL 1960)
- Miková L., Kubr M., Mošna Z.: Stručný průvodce ekonomikou podniku[16] (SNPL 1960)
- Kolektiv pod vedením V. Šilhána: Ekonomika průmyslu ČSSR, vysokoškolská učebnice (NPL 1964), Milan Kubr spoluautor
- Kolektiv pod vedením J.Slámy: Řízení a ekonomika vědeckotechnického rozvoje, vysokoškolská učebnice (Svoboda 1968), Milan Kubr spoluautor
- An introductory course in teaching and training methods for management development (ILO 1972),[17] Milan Kubr editor a spoluautor
- Kubr M. editor a hlavní autor: Managing a management development institution (ILO 1982)
- Kubr M., Wallace J.: Successes and failures in meeting the management challenge, (World Bank 1983, Staff working paper No.585)
- Kubr M., Prokopenko J.: Diagnosing management development and training needs: Concepts and techniques[18] (ILO 1989)
- Prokopenko J, Kubr M. a kolektiv: Vzdělávání a rozvoj manažerů[19] (Grada 1996)
- Redesigning management development in the new Europe (European Training Foundation 1998),[20] Milan Kubr editor a spoluautor kolektivní studie pro EU
- Kubr M.: Průvodce politickým divadlem pro herce i diváky (Baronet 2005). Satirická "pseudovědecká" publikace s ilustracemi Vladimíra Jiránka, volně ke stažení v PDF.